# Гладкое (Красноярский край)
Гладкое — деревня в Емельяновском районе Красноярского края. Входит в состав Никольского сельсовета.

## География
Деревня находится в центральной части края, в пределах подтаёжно-лесостепного района лесостепной зоны, на правом берегу реки Малый Кемчуг, к западу от автодороги 04К-289, на расстоянии приблизительно 17 километров (по прямой) к северо-западу от посёлка городского типа Емельяново, административного центра района. Абсолютная высота — 327 метров над уровнем моря.
Климат
Климат характеризуется как резко континентальный, с продолжительной морозной зимой и коротким тёплым летом. Средняя температура воздуха самого тёплого месяца (июля) составляет 19 °C (абсолютный максимум — 38 °C); самого холодного (января) — −16 °C (абсолютный минимум — −53 °C). Продолжительность безморозного периода составляет в среднем 95 — 115 дней. Среднегодовое количество атмосферных осадков составляет 430—680 мм, из которых большая часть выпадает в летний период.

## История
Основана в 1911 году. По данным 1926 года имелось 18 хозяйств и проживало 87 человек (46 мужчин и 41 женщина). В национальном составе населения того периода преобладали украинцы. В административном отношении входила в состав Никольского сельсовета Красноярского района Красноярского округа Сибирского края.

## Население
| 2010 |
| ---- |
| 17   |

Половой состав
По данным Всероссийской переписи населения 2010 года в гендерной структуре населения мужчины составляли 41,2 %, женщины — соответственно 58,8 %.
Национальный состав
Согласно результатам переписи 2002 года, в национальной структуре населения русские составляли 100 % из 32 чел.